# Unterkieferfraktur

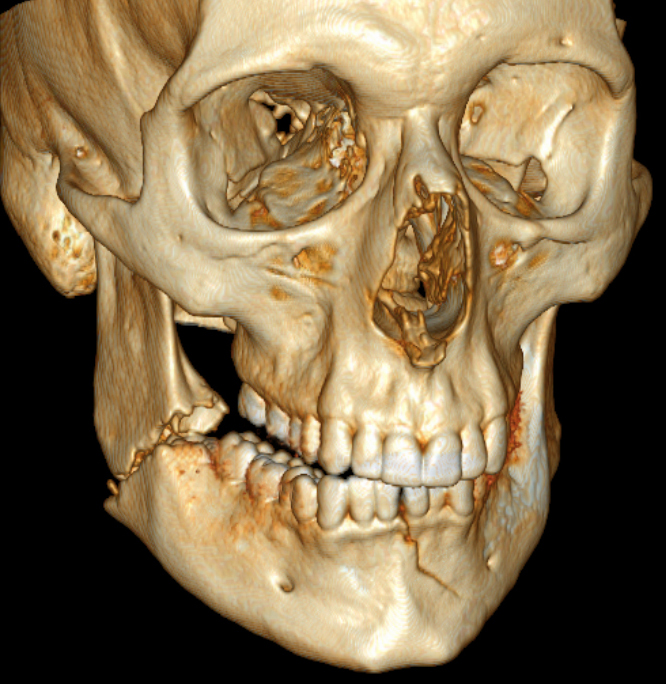
3D-Computertomographie einer beidseitigen Unterkieferfraktur mit dislozierter Kieferwinkelfraktur rechts bei impaktiertem Weisheitszahn, links parasymphyseal.

Eine Unterkieferfraktur (lat. Fractura mandibulae, Fractura ossis mandibulae, Mandibularfraktur oder Fraktur des Unterkiefers, engl. mandibular fracture) ist ein Knochenbruch des Unterkiefers. Die Unterkieferfraktur hat typische Verläufe der Knochenbruchlinien, die entlang von Schwachstellen des Unterkiefers verlaufen. Die Fraktur kann außerhalb oder innerhalb der Zahnreihe auftreten. Die Klassifikation der Unterkieferfrakturen erfolgt dabei anhand der betroffenen anatomischen Strukturen.

## Anatomische Grundlagen
Hauptartikel: Mandibula

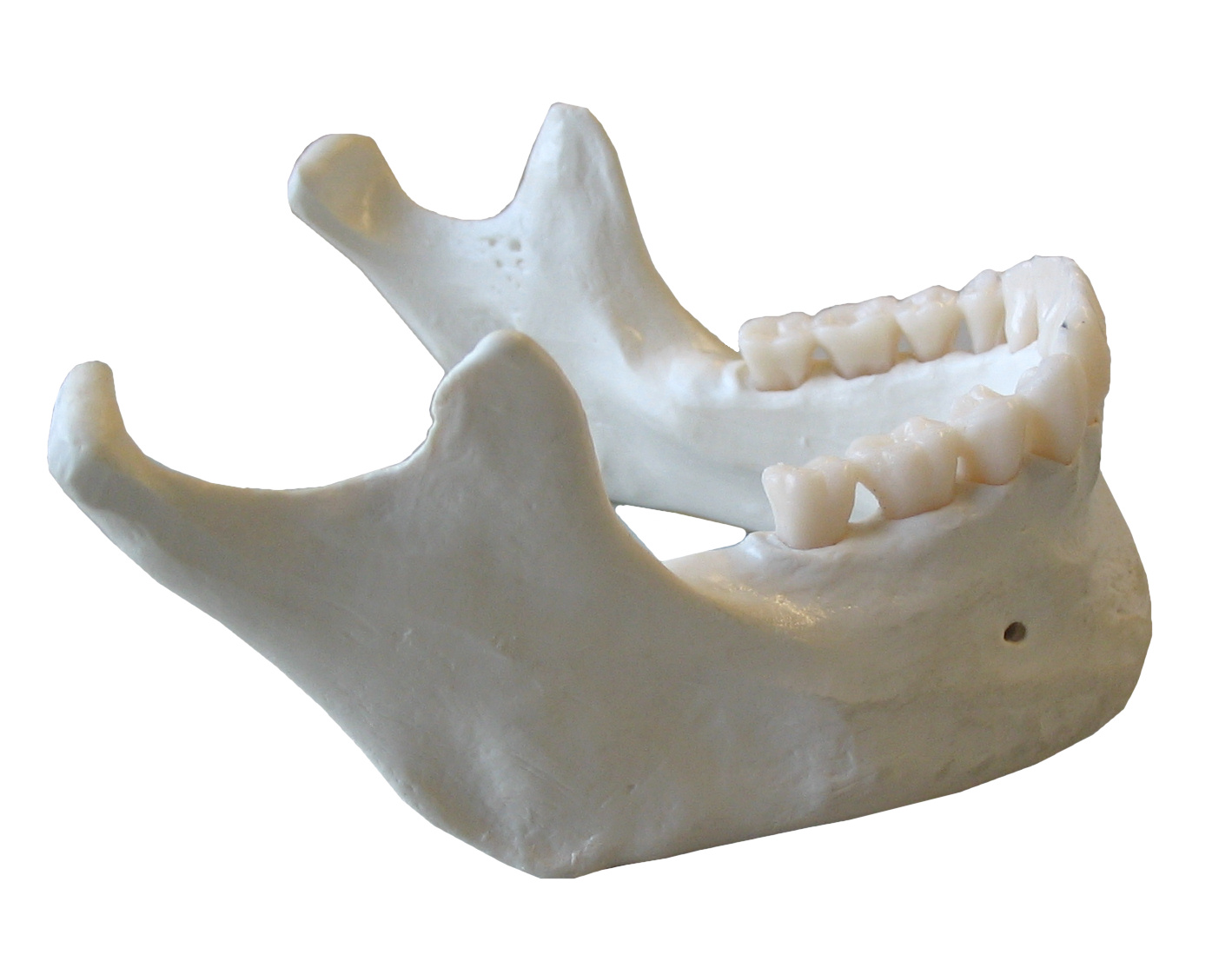
Unterkieferseitenansicht

Der Unterkiefer (Mandibula) ist ein hufeisenförmiger Knochen (Corpus mandibulae) mit beidseitig aufsteigendem Unterkieferast (Ramus mandibulae), der sich aus dem Muskelansatz des Musculus temporalis (Processus coronoideus) und dem Gelenkfortsatz (Processus condylaris) mit dem Kiefergelenkköpfchen (Caput mandibulae) zusammensetzt. Der zahntragende Teil der Unterkiefers (Pars alveolaris) interagiert mit der oberen Zahnreihe, wodurch er die Okklusion beeinflusst und damit auch Einfluss auf die Lage des Unterkiefers hat.
Der Unterkieferwulst bildet sich in der 4. bis 5. Embryonalwoche aus dem 1. Schlundbogen. Der Merkel-Knorpel – eine zum 1. Schlundbogen gehörende Knorpelspange – wird auch als Mandibularbogen bezeichnet und bildet sich bis auf zwei kleine Anteile (Incus und Malleus) im dorsalen Bereich vollständig wieder zurück. Aus dem Mesenchym des Unterkieferwulstes entwickelt sich durch desmale Ossifikation der Großteil des späteren, endgültigen Unterkieferknochens. Nur ein kleiner Anteil im Bereich der Verschmelzungszone beider Knorpelspangen verknöchert enchondral.

## Ursachen der Unterkieferfraktur
Unterkieferfrakturen resultieren oft aus stumpfer Gewalteinwirkung, die mit hoher Energie auf den Unterkiefer einwirkt. Typische Ursachen für diese Traumata sind Verkehrsunfälle (Auto, Motorrad, Fahrrad), Sportunfälle, tätliche Auseinandersetzungen (sehr häufig Faustschläge), Fall aus größerer Höhe und Stürze. Seltener sind in Deutschland Unterkieferfrakturen infolge von Schussverletzung. Durch eine Zahnextraktion, insbesondere tiefliegender oder fest verwachsener Weisheitszähne, kann eine Unterkieferfraktur iatrogen verursacht werden.

## Häufigkeit
Von den Gesichtsfrakturen sind ca. 70 % Unterkieferfrakturen, wobei die Zahlen und die Verteilungshäufigkeiten je nach Quelle der Erhebung (unfallchirurgische Klinik, Zahnklinik oder Mund-Kiefer-Gesichtschirurgische Klinik) stark voneinander abweichen können.

## Klassifikation

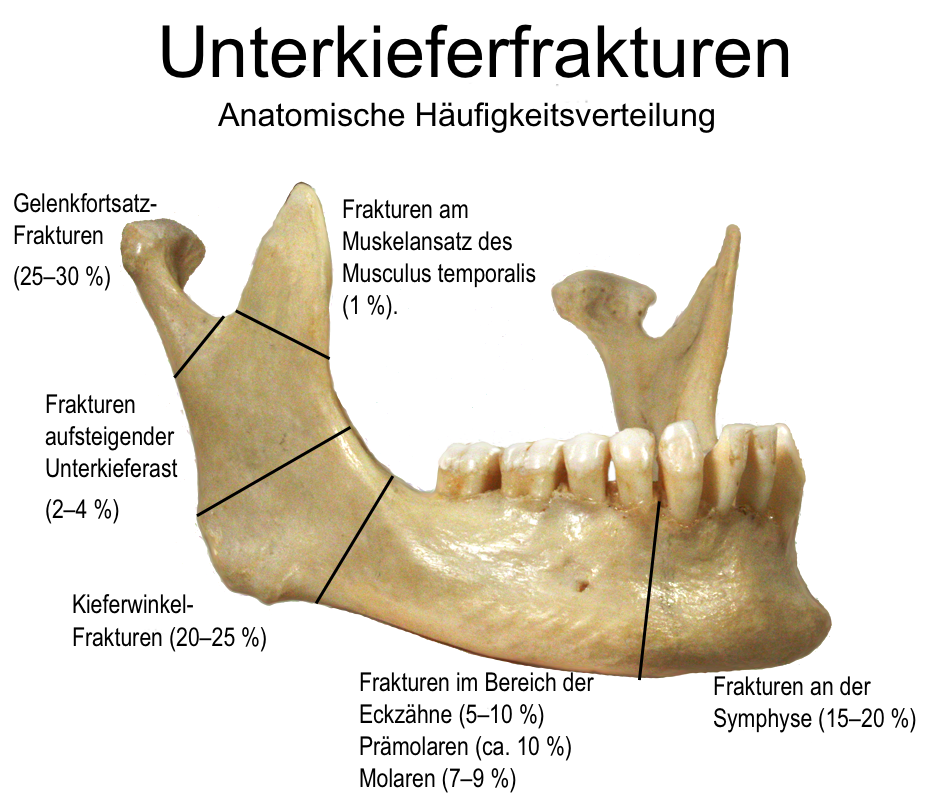
Häufigkeitsverteilung der Frakturen im Unterkiefer

Die Unterkieferfraktur gehört zu den Frakturen des Gesichtes und wird anhand leitender anatomischer Strukturen unterteilt in:
- Gelenkfortsatz-Frakturen (25–30 %)
- Kieferwinkel-Frakturen (20–25 %)
- Frakturen im Bereich der Symphyse (15–20 %)
- Frakturen des Alveolarkammes (20–30 %)
  - Frakturen im Bereich der Eckzähne (5–10 %)
  - Frakturen im Bereich der Prämolaren (ca. 10 %)
  - Frakturen im Bereich der Molaren (7–9 %)
- Frakturen des aufsteigenden Unterkieferastes (2–4 %)
- Frakturen im Bereich des Muskelansatzes des Musculus temporalis (1 %).

In der Klinik hat sich eine Klassifikation anhand therapeutischer Gesichtspunkte etabliert.

### Kritik der Klassifikation der Unterkieferfraktureinteilung
In der heutigen klinischen Praxis findet sich zurzeit keine Klassifikation, die sowohl anatomische, klinische und therapeutische Gesichtspunkte vereint.
| Weichteilbeteiligung                                                                                  | Frakturtypen | Lokalisation der Fraktur |
| - einfache Fraktur mit geschlossener Weichteildeckung - komplizierte Fraktur mit Weichteilperforation | - inkomplette Fraktur - subperiostale Fraktur („Grünholzfraktur“) - komplette Fraktur - Mehrfachfraktur - Trümmer- oder Defektfraktur | innerhalb der Zahnreihe - Alveolarfortsatz (Processus alveolaris) - medianer und paramedianer Kieferkörper - Eckzahn- und Seitenzahnbereich außerhalb der Zahnreihe - im Bereich oder hinter dem Zahnfach des letzten Zahnes - Kieferwinkel - aufsteigender Unterkieferast - Gelenkfortsatz (Processus condylaris) - zahnloser Unterkiefer |

## Diagnose

### Untersuchung und klinische Diagnose
Man unterscheidet bei den Frakturzeichen klinische und radiologische Zeichen einer Fraktur. Die Erkennung der Unterkieferfraktur bei rein äußerlicher Betrachtung wird durch die postoperativ auftretenden massiven Schwellungen (Ödeme) der Gesichtsweichteile, Prellungen, Abschürfungen, ausgedehnten Blutungen und Blutergüsse (Hämatome) erschwert.
Mögliche Symptome der Unterkieferfraktur sind abnorme Beweglichkeit des Unterkiefers mit fehlendem Mundschluss, Dislokation des Knochenfragmentes, Knochenknirschen (Krepitation) bei der Bewegung des Knochenfragmentes, Hämatome, Schwellungen, Sensibilitätsstörungen (besonders Nervus mentalis), Stauchungsschmerz, Blutungen, Okklusionsstörungen.
Klinisch erfolgt die Diagnose durch die Kontrolle auf sichere und unsichere Frakturzeichen.
| Sichere Frakturzeichen | Unsichere Frakturzeichen                                                                                                 |
| - Dislokation der Knochenfragmente - Krepitation - pathologische Beweglichkeit - sichtbare Knochenfragmente bei offenen Brüchen bzw. Knochenabstufungen | - Schmerz - Schwellung - Hämatome - Bewegungseinschränkung - Sensibilitätsstörungen N. alveolaris inferior / N. mentalis |

### Röntgenuntersuchung
Als primäres diagnostisches Untersuchungsmittel sind einfache Röntgenaufnahmen indiziert. Dazu gehören die Orthopantomographie (OPG) und die Unterkieferübersichtsaufnahme nach Clementschitsch. Um eine klare dreidimensionale Vorstellung von der Anatomie und Ausdehnung der Fraktur zu bekommen, müssen die Röntgenaufnahmen der verschiedenen Projektionen miteinander verglichen werden.
Mit der Computertomographie (CT) haben sich die Möglichkeiten zur bildgebenden Diagnostik der Unterkieferfrakturen erheblich verbessert. Das CT stellt oft den Bruchverlauf genauer dar und hilft bei der OP-Planung. Dabei ist die höhere Strahlenbelastung gegenüber einer einfachen, konventionellen Röntgendiagnostik zu berücksichtigen.

### Differenzialdiagnose
Differenzialdiagnostisch ist immer an Subluxationen von Zähnen, Kontusionen des Kiefergelenkes, dentitio difficiles, Hämatomen und Ödeme im Bereich des Kiefergelenkes zu denken.

## Begleitverletzungen
Unterkieferfrakturen treten sowohl bei schweren als auch bei leichten Traumen auf. Deshalb ist immer die Suche nach weiteren Schädigungen obligat. Akut lebensbedrohlich können mögliche Verlegungen der Atemwege werden, z. B. durch das Zurücksinken des Zungengrundes bei doppelseitigen paramedianen Unterkieferfrakturen. Auch der äußere Gehörgang ist zu inspizieren, da durch die räumliche Nähe des Kiefergelenkes und des äußeren Gehörganges eine traumatische Verletzung des letzteren möglich ist. Ein möglicher Indikator dafür ist eine Blutung aus dem äußeren Gehörgang.
Weiterhin können Funktionsausfälle (= unsichere Frakturzeichen) als Anhaltspunkte für die Lokalisation der Fraktur dienen – z. B. Sensibilitätsstörungen im Bereich der Unterlippe, fehlende thermische Vitalität der Unterkieferzähne.

## Therapie
Die Therapie der Unterkieferfraktur erfolgt durch Reposition, Fixation, Retention und Immobilisation. Hierbei ist sowohl eine konservative als auch eine operative Therapie möglich. Die operative Versorgung wird von einem Oralchirurgen, Mund-, Kiefer- und Gesichtschirurgen oder Unfallchirurgen durchgeführt. 
Dabei wird das dislozierte Fragment reponiert und mittels Miniplattenosteosynthese (Osteosynthese) fixiert. Im Bereich des Kiefergelenkköpfchens kann eine Stabilisation der Fragmente auch durch interosseäre Schrauben erfolgen. Vor dem Aufkommen der Plattenosteosynthese erfolgte die Fixation mittels Drahtosteosynthese.

### Erstbehandlung
Die Unfallversorgung muss zuerst die Vitalfunktionen sicherstellen. Falls die Atemwege nicht freigelegt werden können, muss das dislozierte Unterkieferfragment notfallmäßig reponiert werden und ein erneutes Absinken des Zungengrundes verhindert werden. Falls dies nicht möglich ist, muss eventuell eine Tracheotomie bzw. Koniotomie zur Sicherung der Atemwege durchgeführt werden.
Unterkieferfrakturen werden oft durch traumatische Ereignisse (wie z. B. Rohheitsdelikte, Verkehrsunfälle) verursacht und können von weiteren, potentiell lebensbedrohlichen Verletzungen begleitet sein. Die Diagnostik der Unterkieferfraktur steht dann während der Anfangsphase der Behandlung nicht im Vordergrund.

### Operation
Bei der chirurgischen Behandlung wird versucht, die Defekte zu beseitigen, die Kontinuität des Unterkieferknochens wiederherzustellen und eine ästhetische Rekonstruktion des Gesichtes zu erreichen. Hierbei befestigt man die instabilen Knochenfragmente an den stabilen Teilen des Unterkiefers. Ein wichtiges Therapieziel ist die Wiederherstellung einer normalen Zahnokklusion, der Kaufunktion und der Sprachfunktion.
Da intraoperativ die Okklusion überprüft werden muss, kommt eine orale Intubation über den Mund nicht in Frage. Stattdessen wird auf die nasale Intubation ausgewichen bzw. ein eventuell vorhandenes Tracheostoma zur intraoperativen Beatmung genutzt.

### Reposition
Fragmentverschiebungen durch Muskelzug, wie sie besonders bei Frakturen im Extremitätenbereich auftreten, sind auch bei Unterkieferfrakturen zu beobachten. Dabei kommt es durch die Muskeln, die am Unterkiefer ansetzen, zu einer Dislokation der Fragmente, z. B. Processus coronoideus mit dem Muskelansatz des M. temporalis. Diese Fragmentverschiebungen durch Muskelzug können die Reposition erschweren. Weiterhin tritt oft eine Fragmentverschiebung durch die große Gewalteinwirkung während des Bruchs auf und die Frakturränder können einer Reposition oft im Weg stehen, da sie stark gezackt sein und einen komplizierten dreidimensionalen Verlauf aufweisen können.

### Technik der operativen Fixation
Bei der operativen Versorgung unterscheidet man zwischen einer funktionsstabilen und einer übungsstabilen Versorgung. Zur operativen Versorgung können Osteosyntheseplatten, Miniosteosyntheseplatten, Drahtaufhängung und Zugschrauben verwendet werden.
Operativer Zugang:
- für paramediane/mediane Unterkieferfraktur: Mundvorhof (Vestibulum)
- für Frakturen im zahntragenden Molarenbereich: Mundvorhof (Vestibulum), submandibulär
- für Frakturen im Bereich des aufsteigenden Unterkieferastes: Mundvorhof (Vestibulum), submandibulär, präaurikulär/retroaurikulär
- für Frakturen im Bereich des Kiefergelenkes: Mundvorhof (Vestibulum), präaurikulär/retroaurikulär

Angestrebt wird hauptsächlich eine übungsstabile Schienung (Plattenosteosynthese) des Fragmentes und die starre Ruhigstellung der Fraktur. Eine Ausnahme stellen dabei Frakturen im Bereich des Kiefergelenkes dar, wo zur Vermeidung einer Ankylose eine frühzeitige Mobilisation angestrebt wird und die Fixation sehr kleiner Fragmente nicht immer möglich ist.
Die besten kosmetischen Resultate hinsichtlich der Narben erzielt man durch zweischichtigen Nahtverschluss, um den Zug auf der Haut zu reduzieren und so eine kleinere Narbe zu erreichen. Die intraoralen Nähte werden nach ca. 10 Tagen entfernt, hingegen die extraoralen Nähte schon nach ca. 5–7 Tagen.

### Maxillo-Mandibuläre Fixation

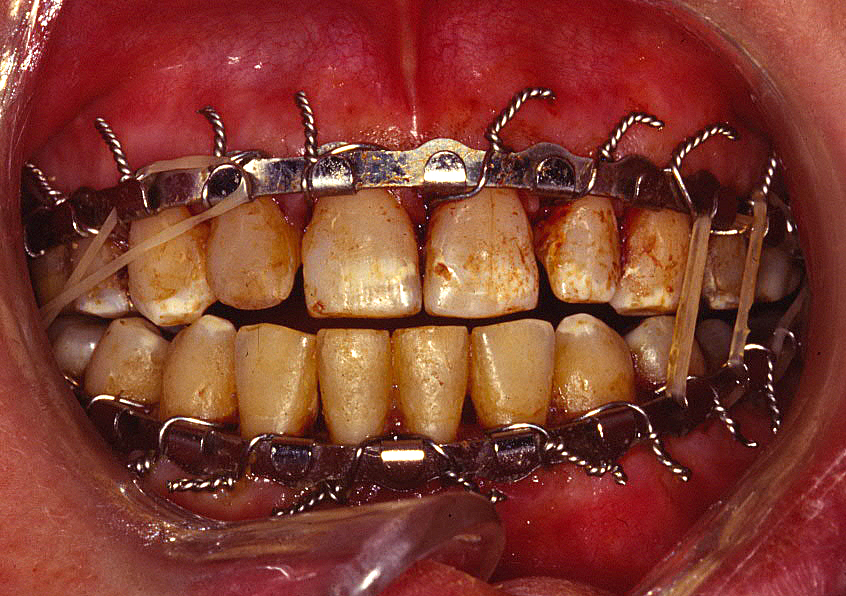
Maxillo-Mandibuläre Fixation. Ober- und Unterkiefer sind durch Gummizüge verbunden

Die Maxillo-Mandibuläre Fixation (MMF) der Zahnreihen von Unterkiefer und Oberkiefer wird bei der Behandlung der Unterkieferfraktur angewandt. Die etablierte Bezeichnung der „Intermaxillären Fixation“ (IMF) ist fehlerhaft, da nicht zwei Maxillae miteinander verbunden werden, sondern die Mandibula und die Maxilla. Korrekterweise ändert sich die Bezeichnung zunehmend zur Maxillo-Mandibulären Fixation. Die Ruhigstellung des frakturierten Kiefers erfolgt sowohl präoperativ (als Sofortmaßnahme) als auch intraoperativ nach Reposition der Fragmente. Durch die Fixation erfolgt eine Schienung des frakturieren am gesunden Kiefer.
Für die Zeit, in der die Maxillo-Mandibuläre Fixation getragen wird (ca. 4–8 Wochen), ist die normale Ernährung eingeschränkt möglich. Ein Erbrechen (Emesis) während der Fixation birgt eine erhöhte Gefahr der Aspiration von Erbrochenem. Anfangs ist gegebenenfalls die Ernährung über eine transnasale Ernährungssonde sicherzustellen. Im Notfall können die den Ober- und Unterkiefer verbindenden Gummizüge durchtrennt werden, um den Mund öffnen zu können. Die Patienten haben deshalb während der Fixationsdauer immer eine Schere bei sich zu tragen.

## Komplikationen
Als Komplikationen nach Unterkieferfrakturen können bleibende Deformierungen bleiben.
Trotz regelrechter Ausheilung „auf dem Röntgenbild“ kann es zur Ausbildung von Pseudoarthrosen, Sensibilitätsstörungen im Bereich der Unterlippe und der Zähne – der N. mentalis, N. lingualis, N. alveolaris inferior – kommen (Vincent-Symptom). Weiterhin besteht die Gefahr von Infektionen, die durch ausgedehnte Weichgewebsdefekte, Hämatome, offene Frakturen und Trümmerfrakturen begünstigt werden.
Die besten Aussichten auf gute funktionelle und ästhetische Ergebnisse sind bei einer frühzeitigen operativen Intervention gegeben.

## Umstellungsosteotomien
Bei Osteotomien zur Umstellung der Okklusion bei mandibulären Gesichtsdeformierungen, beispielsweise nach in Fehlstellung verheilten Frakturen, bzw. mandibulären Wachstumsstörungen (orthognathe Chirurgie) wird die Durchtrennung des Unterkieferknochens entlang der Linea obliqua externa im Bereich des 2. Molaren und lingual oberhalb des Foramen mandibulae durchgeführt. Dabei wird der dort verlaufende Unterkiefernerv (N. alveolaris inferior) geschont und das vordere schubladenförmige Unterkieferfragment nach vorne bzw. hinten bewegt und mit Hilfe von Osteosyntheseplatten in der neuen Position befestigt. Diese heute praktizierte Operationsmethode ist die Operation nach Obwegeser modifiziert nach Dal-Pont.